# San Giovenale
San Giovenale é o nome moderno da localização de um assentamento antigo etrusco próximo à moderna aldeia de Blera, Itália. Foi escavado pela Instituto Sueco em Roma nos anos de 1950 e 1960 com o Rei Gustavo VI Adolfo como um dos arqueólogos participantes. As escavações em San Giovenale tem sido, junto às escavações de Acquarossa, a principal fonte de informação sobre como os assentamentos etruscos de pequeno e médio porte foram organizados.

## O sítio
O principal assentamento consiste de um planalto dividido em duas partes, normalmente referenciado como a Acrópole e o Borgo. O assentamento é circundado por um certo número de cemitérios.